# Asplenium ruta-muraria
« Rue des murailles » redirige ici. Pour les autres significations, voir Rue des murailles (homonymie).
Espèce
Asplenium ruta-muraria, appelée Rue des murailles, Doradille des murailles ou Asplénie rue des murailles, est une fougère de la famille des Aspleniaceae. Cette espèce possèderait de nombreuses variétés, mais la subdivision de cette espèce est encore sujette à discussions.

## Description morphologique

### Appareil végétatif
La Rue des murailles est une petite fougère dont les frondes mesurent entre 5 et 15 cm de long. Ses frondes persistent en hiver et présentent une forme générale ovale ou triangulaire. Le limbe est profondément divisé deux fois (bipenné), voire trois fois. Les folioles ont, quant à elles, une forme plutôt losangique. Le pétiole vert est aussi long, voire plus long, que la fronde.
Les frondes naissent à partir d'un rhizome court, brun, qui se développe en général dans une anfractuosité de mur ou de rocher.

### Appareil reproducteur
Les sores sont généralement de couleur sombre et sont présents sur la face inférieure du limbe. Ils sont protégés par une indusie à bords ciliés, plus claire que la foliole. Les folioles fertiles portent de 1 à 5 sores regroupant de nombreux sporanges. Chaque sporange contient 64 spores.
La période de sporulation survient de mars à novembre. Les spores sont disséminées par le vent (anémochorie).
La formule chromosomique de cette espèce est 2n=144.

## Répartition et habitat
On trouve cette fougère en Amérique du Nord, en Algérie, en Europe et en Asie.
La Rue des murailles vit sur des rochers secs de nature calcaire ou dans les fissures des murs de construction. On ne la trouve généralement qu'en dessous de 1 000 m d'altitude.

## Systématique

### Autres appellations latines
Cette espèce a aussi été appelée Asplenium cryptolepis Fernald ou Chamaefilix ruta-muraria (L.) Farw.

### Subdivision de l'espèce
Selon Catalogue of Life, il en existerait 3 variétés :
- Asplenium ruta-muraria var. cryptolepis (Fern.) Wherry
- Asplenium ruta-muraria var. lanceolum Christ
- Asplenium ruta-muraria var. subtenuifolium Christ

Tela Botanica cite les variétés suivantes comme synonymes de l'espèce:
- Asplenium ruta-muraria var. tenuifolium Milde 1858
- Asplenium ruta-muraria var. pseudogermanicum Heufl. 1856
- Asplenium ruta-muraria var. matthioli Heufl. 1856
- Asplenium ruta-muraria var. leptophyllum Wallr. 1831
- Asplenium ruta-muraria var. brunfelsii Heufl. 1856
- Asplenium ruta-muraria var. angustifolium H.Christ 1903
- Asplenium ruta-muraria var. pseudolepidum H.Christ

En fait, la subdivision de l'espèce est sujette à controverses. En 1928, Merritt Lyndon Fernald se basa sur les caractéristiques de la tige pour proposer de placer les individus américains du taxon dans une espèce à part, Asplenium cryptolepis ; cette proposition ne fait pas l'unanimité des botanistes actuels, qui trouvent les différences trop faibles entre les populations eurasiennes et américaines.
Les populations eurasiennes ont parfois été séparées en deux sous-espèces, sur la base de leur ploïdie :
- Asplenium ruta-muraria subsp. dolomiticum Lovis & Reichstein, diploïde ;
- Asplenium ruta-muraria subsp. ruta-muraria, tétraploïde.

Mais l'appartenance des populations américaines, tétraploïdes, à une sous-espèce ruta-muraria est encore à l'étude.
Quant à la variété subtenuifolium (aussi appelée ohionis), elle semble elle aussi sujette à caution : elle a été décrite par Fernald en 1928 sur des individus dont l'apex des folioles était pointu au lieu d'être arrondi. Mais R. Cranfill démontra en 1980 qu'une telle particularité pouvait aussi se trouver sur des individus portant des folioles arrondies.

### Hybrides
La rue des murailles est capable de s'hybrider avec d'autres espèces. En Amérique du Nord, on connait trois hybrides :
- Asplenium × inexpectatum (avec Asplenium rhizophyllum) ;
- Asplenium × clermontae Syme (avec Asplenium trichomanes) ;
- Asplenium × morganii (avec Asplenium platyneuron).

Mais il existe des hybridations avec des espèces appartenant à un genre différent, comme ×Asplenoceterach badense (avec Ceterach officinarum).

## La Rue des murailles et l'homme
Cette fougère a été utilisée à des fins médicinales : sa décoction était utilisée contre la toux et pour lutter contre la jaunisse ; les frondes bouillies dans de l'huile de camomille étaient censées lutter contre les pellicules et la chute des cheveux.